# FS 470
Die Dampflokomotiven der Gattung FS 470 der Ferrovie dello Stato Italiane (FS) waren Halbtenderlokomotiven für den schweren Dienst auf Gebirgsbahnen. Von 1907 bis 1911 lieferten verschiedene Hersteller 143 Lokomotiven dieser Vierzylinder-Verbundlokomotive mit fünf Kuppelachsen. Ab 1916 wurden sie zu Heißdampflokomotiven mit gewöhnlichem Schlepptender umgebaut. Die nicht umgebauten Lokomotiven wurde in den 1940er- und 1950er-Jahren ausrangiert. Im Museo nazionale della scienza e della tecnologia Leonardo da Vinci in Mailand ist die Lokomotive 470.092 ausgestellt.

## Geschichte
Die im Juli 1905 operativ gewordenen FS war im Besitz eines veralteten Lokomotivparks ihrer Vorgängerbahnen, außerdem mangelte es an leistungsfähigen Lokomotiven für die Gebirgsstrecken. Im Rahmen des Neubauprogramms für Dampflokomotiven übernahm das Konstruktionsbüro der FS ein Projekt der Rete Adriatica für einen schweren laufachslosen Fünfkuppler. Von vier verschiedenen Herstellern wurden 143 Lokomotiven geliefert:
| Hersteller                         | Stückzahl | Baujahre  |
| ---------------------------------- | --------- | --------- |
| Maffei, München                    | 64        | 1907–1909 |
| Officine Meccaniche, Mailand       | 52        | 1908–1911 |
| Breda                              | 10        | 1909      |
| Officine Meccaniche Navali, Neapel | 17        | 1909–1911 |

## Betrieb
Die ersten Versuchsfahrten erfolgten auf der Strecke Pistoia–Bologna, der sogenannten Porrettana. Es war dies damals einzige Nord-Süd-Verbindung über den Apennin, weshalb hier auf der anspruchsvollen Südrampe die Lok bestehen musste. Die 470 konnte auf diesem Streckenabschnitt 220 t mit einer Geschwindigkeit von 35 bis 40 km/h befördern – das doppelte Gewicht bei einer wesentlich höheren Geschwindigkeit als die damals eingesetzten Lokomotiven der Baureihen 420 und 451 aus dem Depot Pistoia.
Die ersten abgelieferten Lokomotiven der Serie wurden dem Depot Rivarolo Ligure in Genua zugeteilt und auf den beiden Strecken über den Giovipass nach Turin eingesetzt, womit etwas 40 % mehr Züge auf dieser Verbindung geführt werden konnten. Der Einsatz war aber nur von kurzer Dauer, weil diese Strecken elektrifiziert wurden und die Züge von den Drehstromlokomotiven der Baureihe 550 geführt wurden.
Die Lokomotiven wurden auch am Mont Cenis und am Brenner eingesetzt. Die am Mont Cenis eingesetzten Lokomotiven hatten eine Holden-Ölzusatzfeuerung, damit in langen Tunneln keine Kohle nachgelegt werden musste.
Nachdem die beiden wichtigsten Einsatzstrecken, der Giovipass und die Porrettana elektrifiziert waren, gab es für viele 470er kein Einsatzgebiet mehr. Sie wurden zu Heißdampflokomotiven der Reihen 471 und 472 umgebaut und mit Schlepptendern versehen. Die Lokomotiven hatten damit eine größere Reichweite und wurden in anderen Regionen Italiens eingesetzt.

## Umbauten

### FS 471

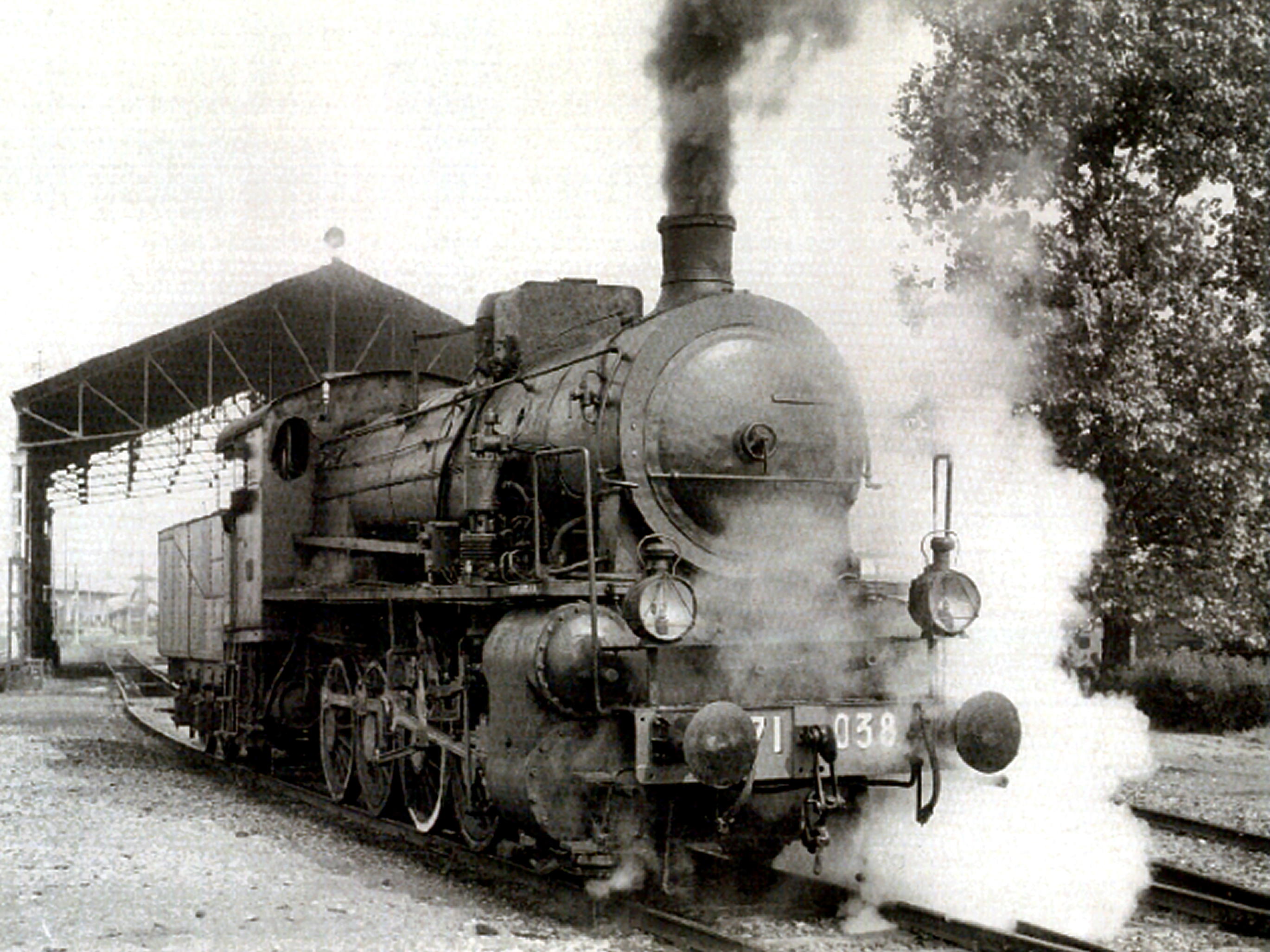
471.038

Gegen Ende 1916 wurden drei Lokomotiven mit Schmidt-Kleinrohrüberhitzer ausgerüstet. Der Umbau war erfolgreich, sodass weitere Lokomotiven folgten. Sie behielten ihre laufenden Nummern, wurden aber der Baureihe 471 zugeteilt.

### FS 472

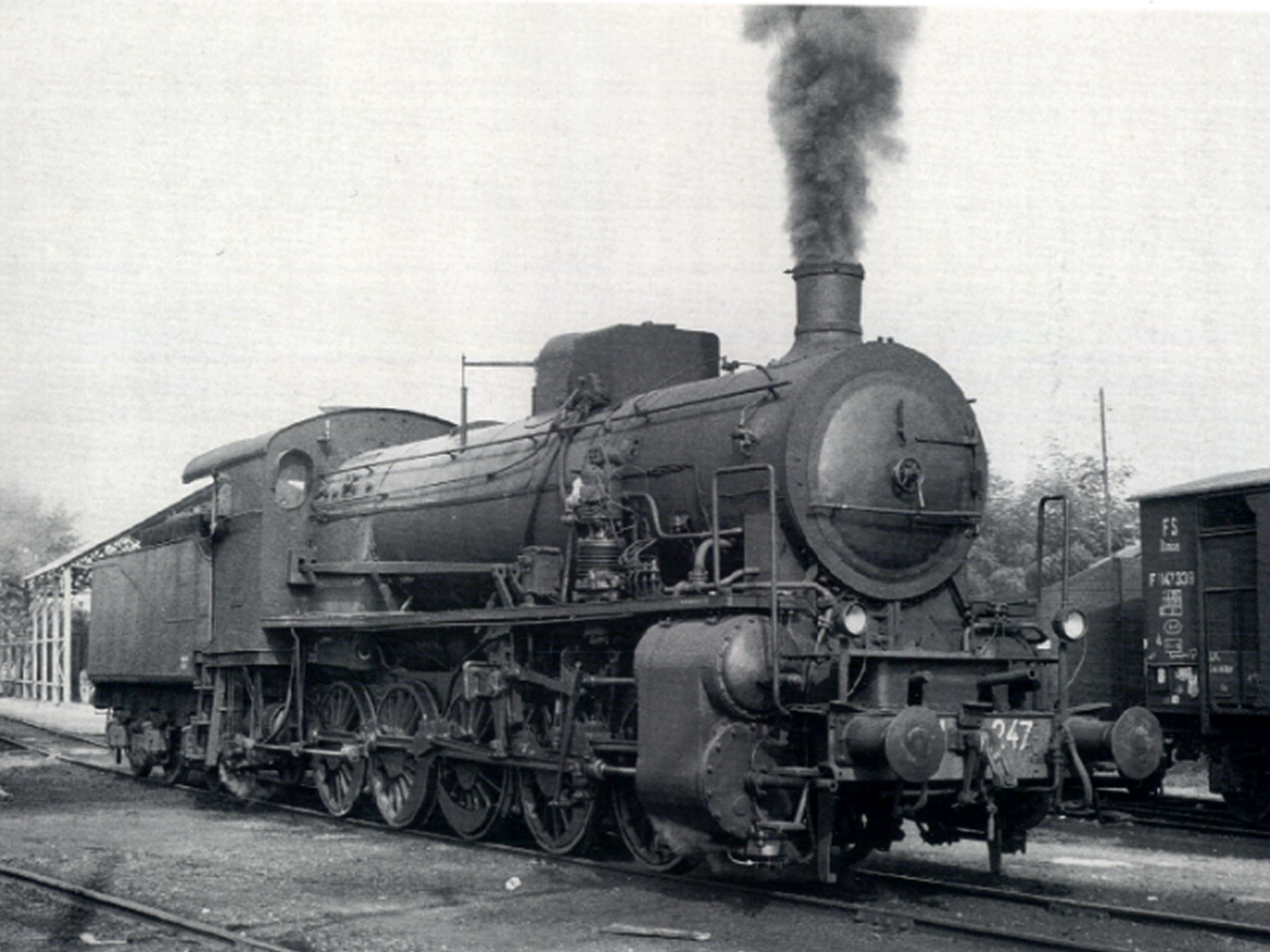
471.247, zuvor 472.047

Im Jahre 1922 wurde die Lokomotive 470.030 nicht nur der Heißdampfkessel eingebaut, sondern auch der  Hochdruckzylinder-Block ausgetauscht. Die von 375 mm auf 400 mm vergrößerten Zylinder verbesserten das Volumenverhältnis zwischen Hochdruck- und Niederdruckzylinder. Die Lokomotiven wurden der Baureihe 472 zugeteilt, deren Bezeichnung 1931 in 471.2 geändert wurde.

## Technik
Die Lokomotive mit fünf Kuppelachsen konnte Radien von 300 m durchfahren. Das wurde erreicht, indem die Radsätze 1 und 4 um 40 mm seitlich verschiebbar ausgeführt waren und der mittlere Radsatz ohne Spurkränze ausgeführt wurde. Die Kohle wurde auf der Lok mitgeführt, das Wasser wurde in einem Wagen mitgeführt, in dem zusätzlich ein kleines Gepäckabteil für den Zugführer untergebracht war. Dieser Wagen übernahm wie bei der 670 die Funktion des damals zwischen Lokomotive und Zug vorgeschriebenen Schutzwagens. Die Lokomotive konnte in beide Richtungen eingesetzt werden, weshalb sie einen geschlossenen Führerstand besaß, der allerdings sehr heiß werden konnte, weshalb er manchmal als Krematorium bezeichnet wurde. Wagen und Lokomotive waren beidseitig mit Wasserkupplungen versehen, sodass der Wagen am Ende der Fahrt umfahren werden konnte und keine Drehscheibe nötig war.
Der 9,3 m lange Kessel der 470 war der gleiche wie der bei der 680 und später bei der 750 verwendete. Das Vierzylinder-Verbundtriebwerk war nach der Bauart Plancher ausgeführt, bei der sich die beiden Hochdruckzylinder auf der rechten und die beiden Niederdruckzylinder auf der linken Lokomotivseite befanden. Die Zylinder einer Druckstufe wurden von einem gemeinsamen Kolbenschieber mit Heusinger-Steuerung gesteuert, der Lokführer hatte die Möglichkeit, die Füllungen der beiden Druckstufen unabhängig voneinander zu regeln.